# All the Good Girls Go to Hell
«All the Good Girls Go to Hell» (estilizado en minúsculas) —en español: «Todas las chicas buenas van al infierno»— es una canción de la cantante estadounidense Billie Eilish de su primer álbum de estudio, When We All Fall Asleep, Where Do We Go?. La canción fue escrita por Eilish y su hermano Finneas O'Connell, mientras que este último se encargó exclusivamente de la producción. Fue lanzado por Darkroom e Interscope Records el 6 de septiembre de 2019, como el sexto sencillo del álbum.
«All the Good Girls Go to Hell» es una canción pop y ve a Eilish cantar sobre el cambio climático y adoptar el punto de vista del diablo y dios que antagoniza a la raza humana por destruir la tierra. La canción recibió críticas generalmente favorables de los críticos musicales, y muchos elogiaron la letra y la producción. Entró en el número 46 en el Billboard Hot 100 de Estados Unidos y en el número 77 en la lista de sencillos del Reino Unido. A nivel internacional, la canción ha alcanzado su punto máximo entre los cinco primeros de los cinco países, incluida Bélgica, donde alcanzó el número uno. El tema ha recibido varias certificaciones, incluida la certificación de platino en los Estados Unidos por la Recording Industry Association of America (RIAA).
El video musical adjunto fue dirigido por Rich Lee y subido al canal de YouTube de Eilish el 4 de septiembre de 2019. Ve a Eilish caminar por una carretera desierta, completamente cubierta de aceite, mientras las llamas estallan a su alrededor. El video recibió críticas positivas, y los críticos elogiaron el mensaje visual sobre el cambio climático. Eilish ha promovido «All the Good Girls Go to Hell» interpretándola en vivo en festivales, incluido el Festival de Música y Arte de Coachella Valley (2019) y el Festival de Glastonbury (2019), así como durante sus giras When We All Fall Asleep (2019) y Where Do We Go? World Tour (2020).

## Antecedentes y lanzamiento
En una entrevista con Vulture, el hermano de Eilish, Finneas O'Connell, conocido bajo su nombre artístico de Finneas, dijo que la letra de la canción trata sobre el cambio climático, así como «la idea de que los humanos han hecho tanto lío el planeta en este punto en el que ambos están hablando entre ellos como, '¿Qué está pasando? ¿Por qué hicieron todo esto?». Desarrollando esto en una entrevista con MTV, Finneas dijo que él y Eilish pensaron que sería divertido escribir una canción desde la perspectiva del diablo o dios, que miraría a los humanos y se decepcionaría de ellos por destruir la Tierra. Continuó diciendo que mirar hacia abajo es una consecuencia para los humanos por sus acciones. Eilish le dijo a Howard Stern durante una entrevista en The Howard Stern Show que el coro de «All the Good Girls Go to Hell» fue escrito en 2016, mientras que el resto fue escrito y grabado en 2018.
Eilish compartió una historia de Instagram el 25 de marzo de 2020 que incluía una lista de reproducción de sus inspiraciones para la pista. En abril de 2020, durante una transmisión en vivo de 50 minutos de Verizon, Eilish explicó el significado de «All the Good Girls Go to Hell»: «El significado más profundo de la canción es sobre el calentamiento global y la huelga climática y lo que es realmente importante. Esto la canción trata sobre el mundo y tratar de salvarlo, y la gente no cree que necesita ser salvo».
«All the Good Girls Go to Hell» fue escrita por Eilish y Finneas, y este último se encargó de la producción. La canción fue masterizada por John Greenham y mezclada por Rob Kinelski, quienes también sirvieron como personal de estudio. Se lanzó junto con el álbum de estudio debut de Eilish When We All Fall Asleep, Where Do We Go?, como la quinta pista el 29 de marzo de 2019. La canción se lanzó más tarde como el sexto sencillo del álbum el 6 de septiembre de 2019. Un disco flexi y un casete de la canción se lanzaron a través de preorden para enviarse en las siguientes cuatro a seis semanas. Los lanzamientos vinieron con un sencillo digital que se entregó a los clientes en los Estados Unidos por correo electrónico.

## Rendimiento comercial
Tras el lanzamiento de su álbum principal When We All Fall Asleep, Where Do We Go? , «All the Good Girls Go to Hell» debutó en el número cuarenta y seis en la lista Billboard Hot 100 de Estados Unidos el 13 de abril de 2019. Al mismo tiempo, Eilish rompió el récord de más entradas simultáneas de Hot 100 para una artista femenina. La canción alcanzó el número 20 en la lista Top 40 de la corriente principal de Billboard de Estados Unidos. Y el número 15 en la lista de Rock Airplay. Ha sido certificado platino por la Recording Industry Association of America (RIAA), lo que indica ventas equivalentes a pistas de 1 000 000 de unidades en ventas y transmisiones en Estados Unidos.
En Canadá, la canción alcanzó el número diecinueve en el Canadian Hot 100. El 28 de mayo de 2019 la canción recibió la certificación de platino por envíos de más de 80.000 copias en Canadá. En Europa, alcanzó la ubicación 37 en Francia, 63 en Alemania, 70 en Italia, 42 en Holanda, además de la posición 77 en Reino Unido. Más tarde fue certificado plata por la Industria Fonográfica Británica (BPI) por vender más de 200.000 unidades en el Reino Unido. «All the Good Girls Go to Hell» tuvo más éxito comercial en Oceanía, alcanzando el número 8 en Australia y 9 en Nueva Zelanda. La canción fue finalmente certificada como oro por Recorded Music NZ (RMNZ) por envíos de más de 15.000 copias en Nueva Zelanda.

## Video musical

### Antecedentes
Eilish anunció un video musical de «All the Good Girls Go to Hell» con un clip de una imagen que decía «¿no has estado esperando lo suficiente?» en septiembre de 2019. Su último adelanto le dijo a las personas que estaban en Nueva York que se dirigieran a Times Square y revisaran las pantallas a las 4:00 p. m.. El video musical fue lanzado a través del canal de YouTube de Eilish al día siguiente. Fue dirigido por Rich Lee y filmada en Los Ángeles, California. En una publicación de Instagram, el estilista del video habló sobre la filmación y lo difícil que fue. Ella reveló que Eilish «sufrió mucho por esta belleza, colgando de una grúa y arrastrando alas de 25 pies de largo saturadas de limo negro que pesaba mucho más que ella en tomas agónicamente largas». El estilista agregó además que Eilish pensó en el concepto y puso mucho esfuerzo para entenderlo completamente.
Elle Hunt de The Guardian notó que una inspección más cercana de la letra sugiere que la canción hace referencia al calentamiento global, y la propia Eilish aludió a esto publicando una nota personal en la descripción del video animando a sus fans a asistir a las huelgas climáticas globales del 20 y 27 de septiembre, tres días antes de la Cumbre del Clima de la ONU de 2019 en la ciudad de Nueva York, al tiempo que se les pide que apoyen la huelga climática de Greta Thunberg. Eilish dijo en un comunicado: «Hay millones de personas en todo el mundo pidiendo a nuestros líderes que presten atención. Nuestra tierra se está calentando a un ritmo sin precedentes, los casquetes polares se están derritiendo, nuestros océanos están subiendo, nuestra vida silvestre está siendo envenenada y nuestros bosques están ardiendo».

### Sinopsis
Eilish camina por una carretera desierta, completamente cubierta de aceite, mientras las llamas estallan a su alrededor. El video musical continúa donde lo dejó en «Bury a Friend», comenzando con una inyección de jeringas que un equipo de trabajadores médicos usa para apuñalar la espalda de Eilish, donde a ella le brotan un par de alas blancas gigantes en su espalda. En lugar de volar, Eilish cae del cielo y aterriza en la Tierra en un enorme derrame de petróleo, que simboliza la amenaza de que la vida silvestre sea destruida cuando los desechos humanos aumentan. Se queda atascada, con las alas blancas y los ojos comenzando a llenarse de aceite mientras lucha por salir del pozo.
Intenta liberarse del aceite, pero se esfuerza por hacerlo. Apenas logra escapar del derrame de petróleo y emerge, con todo su cuerpo y alas blancas ahora cubiertos con el aceite negro. Eilish mira con incredulidad al mundo y comienza a caminar hacia un camino de tierra desierto y débilmente iluminado mientras continúa su transformación. Mientras Eilish continúa caminando por el camino, comienza a dejar un rastro de aceite en el suelo, que pronto comienza a prenderse fuego. Sus alas ahora negras también se incendian. Eilish todavía sigue tropezando sin rumbo fijo por la carretera y hacia la cámara. Ella frunce el ceño a la cámara y se da la vuelta; sus alas ahora están quemadas y comienzan a temblar. El fuego continúa extendiéndose por toda la zona y siluetas de mujeres bailan en las hogueras alrededor de Eilish mientras camina sola hacia la noche.

### Recepción
Derrick Rossignol de Uproxx escribió que lo visual está «lleno de fuego y oscuridad». Lauren Rearick, que escribe para Teen Vogue, dijo que «podría rivalizar con el tráiler de It Chapter Two como la cosa más aterradora que hemos visto». Brittany Spanos de Rolling Stone describió lo visual como «ardiente», mientras que tanto Trey Alston de MTV como Carolyn Twersky de Seventeen lo llamaron «espeluznante». En su reseña para Alternative Press, Alex Darus vio el video como «bastante alucinante». Para Hot Press, Selina Juengling lo etiquetó como «espeluznante», «oscuro» y «fuera de este mundo». Marean Dobin de Bustle declaró el video es «más que un video musical». Brock Thiessen de Exclaim! escribió que la imagen es «increíblemente oscura». Sade Spence de Elite Daily lo llamó «raro y extraño», mientras que elogia el video musical como «perfectamente oscura visual de las letras infernales que parecen hablar de la incapacidad del hombre para actuar bien». Katrina Nattress de iHeartRadio describió el video como «una pesadilla».

## Presentaciones en vivo
Para promover «All the Good Girls Go to Hell», Eilish lo realizó en el Festival de Música y Artes de Coachella Valley en abril, en el Festival de Glastonbury en junio, y al Pukkelpop en agosto de 2019. La canción se incluyó en la lista de canciones de la gira When We All Fall Asleep Tour 2019 de Eilish. En septiembre de 2019, Eilish y Finneas interpretaron la canción en The Howard Stern Show. Interpretó la canción en los American Music Awards del 2019 el 24 de noviembre, haciendo su primera actuación en un programa de premios. La cantante comenzó sentada, susurrando la introducción de la canción mientras Finneas tocaba el piano. Finneas pasó a tocar el bajo cuando Eilish se levantó de un salto y bailó alrededor del escenario, sobre un fondo de llamas. Cuando terminó la actuación, Eilish miró a la cámara y sacó la lengua mientras el escenario era devorado por las llamas. Eilish lanzó una versión acústica como parte de su álbum en vivo Live at Third Man Records el 6 de diciembre de 2019. En el mismo mes, Eilish interpretó «All the Good Girls Go to Hell» en el Steve Jobs Theatre para los primeros Apple Music Awards anuales después de que ganó el premio a la artista del año. La pista también se incluyó en la lista de canciones de su gira de 2020 Where Do We Go?. En abril de ese año, Eilish y Finneas interpretaron la canción durante la transmisión en vivo en Verizon. La canción se usó en el avance de la película Saint Maud de 2019, y aparece en el juego de 2020 Just Dance 2021.

## Posicionamiento en listas
| Listas (2019)                             | Mejor posición |
| ----------------------------------------- | -------------- |
| Alemania (Official German Charts)         | 63             |
| Australia (ARIA)                          | 8              |
| Bélgica (Ultratop) Flanders               | 1              |
| Bélgica (Ultratop) Wallonia               | 20             |
| Canadá (Canadian Hot 100)                 | 19             |
| Dinamarca (Tracklisten)                   | 29             |
| Eslovaquia (Radio Top 100)                | 5              |
| Estados Unidos (Billboard Hot 100)        | 46             |
| Estados Unidos (Mainstream Top 40)        | 20             |
| Estados Unidos (Rock Airplay)             | 15             |
| Estonia (Eesti Ekspress)                  | 5              |
| Finlandia (Suomen virallinen lista)       | 19             |
| Francia (SNEP)                            | 37             |
| Grecia (International Digital Singles)    | 6              |
| Hungría (Single Top 40)                   | 21             |
| Hungría (Stream Top 40)                   | 7              |
| Irlanda (IRMA)                            | 52             |
| Italia (FIMI)                             | 70             |
| Letonia (LAIPA)                           | 4              |
| Lituania (AGATA)                          | 3              |
| Noruega (VG-lista)                        | 22             |
| Nueva Zelanda Hot Singles (RMNZ)          | 9              |
| Países Bajos (Single Top 100)             | 42             |
| Portugal (AFP)                            | 22             |
| Reino Unido (UK Singles Chart)            | 77             |
| República Checa (Rádio Top 100)           | 11             |
| República Checa (Singles Digitál Top 100) | 9              |
| Suecia (Sverigetopplistan)                | 25             |

| Listas (2019)                 | Mejor posición |
| ----------------------------- | -------------- |
| Portugal (AFP)                | 190            |
| Listas (2020)                 | Mejor posición |
| Estados Unidos (Rock Airplay) | 48             |

## Certificaciones
| País (organismo certificador) | Certificación | Unidades certificadas |
| ----------------------------- | ------------- | --------------------- |
| Canadá (Music Canada)         | Platino       | 80 000                |
| Dinamarca (IFPI)              | Oro           | 45 000                |
| Estados Unidos (RIAA)         | Platino       | 1 000 000             |
| Italia (FIMI)                 | Oro           | 35 000                |
| México (AMPROFON)             | Oro           | 30 000                |
| Nueva Zelanda (RIANZ)         | Oro           | 15 000                |
| Polonia (ZPAV)                | Platino       | 20 000                |
| Reino Unido (BPI)             | Plata         | 200 000               |

## Historial de lanzamiento
| País           | Fecha                   | Formato                | Discográfica          | Ref         |
| -------------- | ----------------------- | ---------------------- | --------------------- | ----------- |
| Italia         | 6 de septiembre de 2019 | Contemporary hit radio | Universal Music Group | [ 6 ]       |
| Australia      | 6 de septiembre de 2019 | Contemporary hit radio | Universal, Interscope | [ 78 ]      |
| Estados Unidos | 1 de octubre de 2019    | Radio alternativa      | Darkroom, Interscope  | [ 79 ]      |
| Estados Unidos | 8 de octubre de 2019    | Contemporary hit radio | Darkroom, Interscope  | [ 80 ]      |
| Estados Unidos | 6 de noviembre de 2019  | Casete, flexi          | Darkroom, Interscope  | [ 7 ] [ 8 ] |